# Pae (Kehtna)
Pae – wieś w Estonii, prowincji Rapla, w gminie Kehtna.